# Капокроче (Фрозиноне)
Капокроче је насеље у Италији у округу Фрозиноне, региону Лацио.
Према процени из 2011. у насељу је живело 171 становника. Насеље се налази на надморској висини од 294 м.